# Cribrilina macropunctata
Cribrilina macropunctata is een mosdiertjessoort uit de familie van de Cribrilinidae. De wetenschappelijke naam van de soort is voor het eerst geldig gepubliceerd in 2000 door Winston, Hayward & Craig.